# Милашка (Губка Боб Квадратные Штаны)
«Милашка» (англ. That’s No Lady) — 75-я серия американского мультсериала «Губка Боб Квадратные Штаны». Данный эпизод был создан в 2006 году и показан 25 ноября 2006 года на телеканале «Nickelodeon» в США, а в России — 11 декабря того же года.

## Сюжет
Патрик беззаботно бегал по Бикини-Боттом, пока не наткнулся на рыбу-торговца. Тот наорал на него: «Прочь из города!», отчего Патрик кричит от испуга и убегает. К торговцу подходит прохожий и со словами «Прочь из города» даёт объявление на поездку на курорт на солнечный берег. Патрик прибегает домой к Губке Бобу, чтобы сообщить эту проблему, что его выгоняют из города и ему нужно уходить. Отметив наличие портфеля у торговца, Губка Боб потрясён этим и говорит Патрику, что он может быть наёмным убийцей. Патрик убеждается, что он в опасности, и говорит Губке Бобу, что собирается переехать. Губка не хочет, чтобы его друг уходил из города, потому что им надо будет на очередную выставку медуз, но Патрик сказал, что Боб пусть пойдёт с другим, если Патрик уйдёт, после чего они оба продолжают плакать. В то время, как Губка Боб плакал, Патрик пошёл собирать вещи, но не свои, а Боба. Губка Боб слёзно уговаривает его остаться, но Патрик не соглашается. Губка Боб берёт список неотложных дел, которые он собрался делать исключительно с Патриком. Тот не останавливается и всё равно уходит. В этот Губки Боба возникает одна идея и он решает замаскировать Патрика.
Сначала Губка Боб одевает на Патрика футуристичные очки и тот, испугавшись, выбежал на улицу, оставив за собой большую дыру в стене. Лобстер Ларри, проходящий мимо, сразу же узнал Патрика в новых очках. Патрик сдаётся и начинает прощаться со всеми, даже с неодушевлёнными предметами. Затем Губка Боб надевает на него водоросли, Патрик понял, что будет Капустным монстром, чтобы жить долго и счастливо в Бикини Боттом, но Губка Боб говорит Патрику, что уже есть Капустный монстр. Однако, Губке Бобу навела одна мысль на водоросли на голове и он одевает своего друга в девочку и называет его Патрицией.
Губка Боб и Патриция (замаскированный Патрик) идут по городу. Первый, кто встретил Губку Боба с Патрицией, оказывается лобстер Ларри и он говорит Губке Бобу, что у него есть девушка, а также в неё сам влюбляется. Губка Боб объяснил Ларри, что Патриция — не его девушка и они дальше уходят. Затем, за лобстером Ларри, оказывается мистер Крабс. Он приказывает Губке Бобу отработать свой долг и тут же у него глаза лопаются, когда он видит красивую девушку. Мистер Крабс понял, что он ни разу в жизни не встречал такой красоты и он предлагает Патриции устроиться официанткой в «Красти Краб».
В ресторане мистер Крабс посоветовал Патриции устроить трапезу. Губка Боб принёс Патриции и мистеру Крабсу два крабсбургера, но Патрик всё съел и, выплюнув радио, пошёл работать дальше. Она хорошо работала, пока в неё не влюбился и Сквидвард. Он сам и мистер Крабс пытаются Патрицию пригласить на свидание, постоянно выскакивая из различных мест, но у Патриции свои планы, а именно с Губкой Бобом, отчего Патрик постоянного раздражённо говорит им «нет». Когда Сквидвард и мистер Крабс окончательно достали его, Патрик говорит Губке Бобу, что он больше не может этого терпеть. Губка Боб сквозь слёзы говорит, что ему всё-таки придётся покинуть город.
Как раз в тот момент, когда Патрик собирается объявить всем посетителям о своей истинной личности, он видит зашедшего в ресторан торговца, который велел ему убираться из города, и паникует. Нервничая, он говорит, что «съел бы любые остатки на тарелках клиентов», и предупреждает Губку Боба о данном незнакомце, который просит Патрика принять его заказ. Губка Боб и Патриция, принимая его за наёмного убийцу, боязливо подходят к нему, спрашивая, что он будет заказывать. После того, как незнакомец узнаёт его, Губка Боб противостоит ему, заявляя, что ему придётся пройти через него, если он хочет выгнать Патрика из города (при этом назвав Патрика «Патриком», а не «Патрицией», шокируя Сквидварда и мистера Крабса). Он тогда со словами «Прочь из города!» даёт флаер путешествий на Солнечном берегу. Тогда друзья поняли, что он не наёмный убийца, а просто агент турфирмы, пытавшийся продать Патрику роскошный отдых по скромной цене. Патриция поняла это, ей уже нечего было бояться и сорвала с себя купальник и вместо неё оказался обнажённый Патрик. Сквидвард и мистер Крабс сразу же поняли, что они влюбились в Патрика. Узнав правду, Сквидвард решил принять душ, а мистер Крабс увольняет Патрика, заявляя, что он «проработает в офисе ещё 20 лет». Губка Боб и Патрик затем выбегают из «Красти Краба» вместе играть.

## Роли
- Том Кенни — Губка Боб
- Билл Фагербакки — Патрик Стар/Патриция
- Роджер Бампасс — Сквидвард
- Клэнси Браун — Мистер Крабс
- Даг Лоуренс ― Ларри Лобстер
- Ди Брэдли Бейкер ― агент турфирмы, капустный монстр, Джимми

### Роли дублировали
- Сергей Балабанов — Губка Боб
- Юрий Маляров — Патрик Стар
- Иван Агапов — Сквидвард
- Александр Хотченков — мистер Крабс
- Юрий Меншагин ― агент турфирмы, Джимми
- Вячеслав Баранов — Ларри Лобстер, капустный монстр

## Производство
Серия «Милашка» была написана Стивеном Бэнксом, Кейси Александром и Крисом Митчеллом; Эндрю Овертум взял роль анимационного режиссёра. Впервые данная серия была показана 25 ноября 2006 года в США на телеканале «Nickelodeon».
Серия «Милашка» была выпущена на DVD-диске «Whale of a Birthday» 31 октября 2006 года в США и 2 сентября 2013 года в России. Она также вошла в состав DVD «SpongeBob SquarePants: Season 4, Vol. 2», выпущенного 10 января 2007 года, и «SpongeBob SquarePants: The First 100 Episodes», выпущенного 22 сентября 2009 года и состоящего из всех эпизодов с первого по пятый сезоны мультсериала.

## Отзывы критиков
Серия «Милашка» получила в целом положительные отзывы от поклонников мультсериала и критиков. Тодд Дугласс в своём обзоре для «DVD Talk» назвал данную серию «милой и забавной». Он добавил: «Сюжет был, мягко говоря, странным, но, увидев Патрика, одетого как девушка, я вспомнил те дни, когда Багз Банни делал то же самое».